# Doryrhina camerunensis
Doryrhina camerunensis is een zoogdier uit de familie van de bladneusvleermuizen van de Oude Wereld (Hipposideridae). De wetenschappelijke naam van de soort werd voor het eerst geldig gepubliceerd door Eisentraut in 1956.

## Voorkomen
De soort komt voor in Kameroen, oostelijk Congo-Kinshasa en westelijk Kenia.